# مسابقات جهانی دو و میدانی ۲۰۱۱

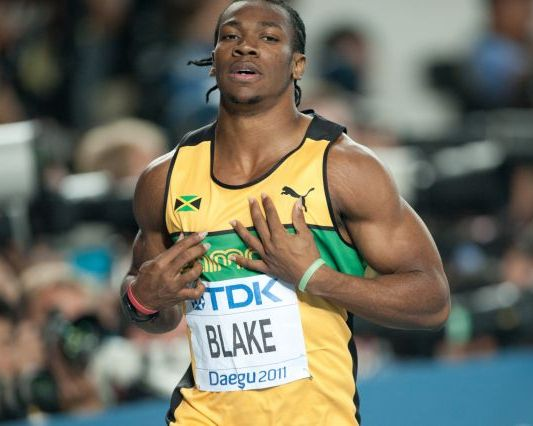
یوهان بلیک قهرمان دو ۱۰۰ متر مردان جهان

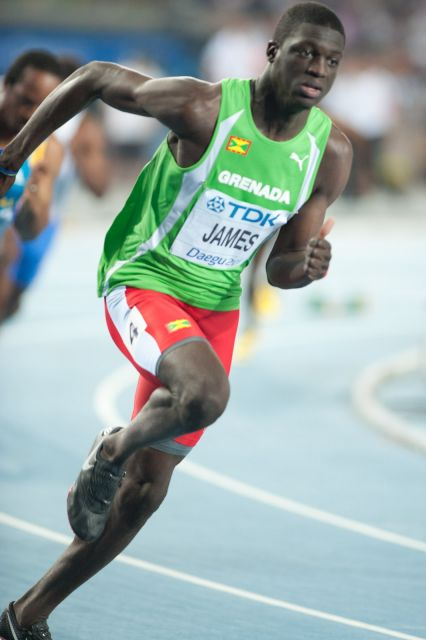
کیرانی جیمز قهرمان دو ۴۰۰ متر مردان

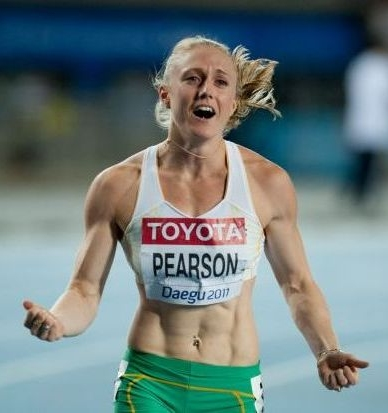

مسابقات جهانی دو و میدانی ۲۰۱۱ (به انگلیسی: 2011 World Championships in Athletics) دوازدهمین دوره مسابقات جهانی دو و میدانی بوده‌است که در شهر دئگو، کره جنوبی زیر نظر اتحادیه بین‌المللی فدراسیون‌های دو و میدانی برگزار شده‌است.
این مسابقات از ۲۷ اوت تا ۴ سپتامبر ۲۰۱۱ با حضور ۱٬۸۴۸ ورزشکار از ۲۰۴ کشور جهان انجام شده‌است.

## رشته‌های ورزشی
- ۱۰۰ متر
- ۲۰۰ متر
- ۴۰۰ متر
- ۸۰۰ متر
- ۱٬۵۰۰ متر
- ۵٬۰۰۰ متر
- ۱۰٬۰۰۰ متر
- ماراتون
- ۱۱۰ متر با مانع
- ۴۰۰ متر با مانع
- ۳٬۰۰۰ متر با مانع
- دو ۲۰ کیلومتر
- دو ۵۰ کیلومتر
- ۴x۱۰۰ متر امدادی
- ۴x۴۰۰ متر امدادی
- پرش ارتفاع
- پرش با نیزه
- پرش طول
- پرش سه‌گام
- پرتاب وزنه
- پرتاب دیسک
- پرتاب چکش
- پرتاب نیزه
- دهگانه

## مدال‌ها بر پایه کشور
| رتبه  | کشور                      | طلا | نقره | برنز | مجموع |
| ۱     | ایالات متحده آمریکا (USA) | ۱۲  | ۸    | ۵    | ۲۵    |
| ۲     | روسیه (RUS)               | ۹   | ۴    | ۶    | ۱۹    |
| ۳     | کنیا (KEN)                | ۷   | ۶    | ۴    | ۱۷    |
| ۴     | جامائیکا (JAM)            | ۴   | ۴    | ۱    | ۹     |
| ۵     | آلمان (GER)               | ۳   | ۳    | ۱    | ۷     |
| ۶     | بریتانیای کبیر (GBR)      | ۲   | ۴    | ۱    | ۷     |
| ۷     | چین (CHN)                 | ۱   | ۲    | ۱    | ۴     |
| ۸     | استرالیا (AUS)            | ۱   | ۱    | ۱    | ۳     |
| ۹     | اتیوپی (ETH)              | ۱   | ۰    | ۴    | ۵     |
| ۱۰    | اوکراین (UKR)             | ۱   | ۰    | ۱    | ۲     |
| ۱۱    | بوتسوانا (BOT)            | ۱   | ۰    | ۰    | ۱     |
| ۱۱    | برزیل (BRA)               | ۱   | ۰    | ۰    | ۱     |
| ۱۱    | گرنادا (GRN)              | ۱   | ۰    | ۰    | ۱     |
| ۱۱    | ژاپن (JPN)                | ۱   | ۰    | ۰    | ۱     |
| ۱۱    | نیوزیلند (NZL)            | ۱   | ۰    | ۰    | ۱     |
| ۱۱    | لهستان (POL)              | ۱   | ۰    | ۰    | ۱     |
| ۱۷    | آفریقای جنوبی (RSA)       | ۰   | ۲    | ۲    | ۴     |
| ۱۸    | کوبا (CUB)                | ۰   | ۱    | ۳    | ۴     |
| ۱۸    | فرانسه (FRA)              | ۰   | ۱    | ۳    | ۴     |
| ۲۰    | بلاروس (BLR)              | ۰   | ۱    | ۱    | ۲     |
| ۲۱    | کانادا (CAN)              | ۰   | ۱    | ۰    | ۱     |
| ۲۱    | کرواسی (CRO)              | ۰   | ۱    | ۰    | ۱     |
| ۲۱    | چک (CZE)                  | ۰   | ۱    | ۰    | ۱     |
| ۲۱    | استونی (EST)              | ۰   | ۱    | ۰    | ۱     |
| ۲۱    | مجارستان (HUN)            | ۰   | ۱    | ۰    | ۱     |
| ۲۱    | قزاقستان (KAZ)            | ۰   | ۱    | ۰    | ۱     |
| ۲۱    | نروژ (NOR)                | ۰   | ۱    | ۰    | ۱     |
| ۲۱    | پورتوریکو (PUR)           | ۰   | ۱    | ۰    | ۱     |
| ۲۱    | سودان (SUD)               | ۰   | ۱    | ۰    | ۱     |
| ۲۱    | تونس (TUN)                | ۰   | ۱    | ۰    | ۱     |
| ۳۱    | کلمبیا (COL)              | ۰   | ۰    | ۲    | ۲     |
| ۳۱    | سنت کیتس و نویس (SKN)     | ۰   | ۰    | ۲    | ۲     |
| ۳۳    | باهاما (BAH)              | ۰   | ۰    | ۱    | ۱     |
| ۳۳    | بلژیک (BEL)               | ۰   | ۰    | ۱    | ۱     |
| ۳۳    | ایران (IRI)               | ۰   | ۰    | ۱    | ۱     |
| ۳۳    | ایتالیا (ITA)             | ۰   | ۰    | ۱    | ۱     |
| ۳۳    | لتونی (LAT)               | ۰   | ۰    | ۱    | ۱     |
| ۳۳    | اسلوونی (SLO)             | ۰   | ۰    | ۱    | ۱     |
| ۳۳    | اسپانیا (ESP)             | ۰   | ۰    | ۱    | ۱     |
| ۳۳    | ترینیداد و توباگو (TTO)   | ۰   | ۰    | ۱    | ۱     |
| ۳۳    | زیمبابوه (ZIM)            | ۰   | ۰    | ۱    | ۱     |
| مجموع | مجموع                     | ۴۷  | ۴۷   | ۴۷   | ۱۴۱   |